# Monastero di San Miguel de Escalada
Il monastero di San Miguel de Escalada è situato nel municipio di Gradefes, nella provincia di León.
Il monastero, del quale sopravvivono le strutture della chiesa, la torre e la cappella dedicata a san Fruttuoso, sorge in una regione arida, lungo il Cammino di Santiago di Compostela, a circa 27 km dalla città di León. 
La struttura è considerata un'opera architettonica della cosiddetta arte de (la) repoblación (arte del ripopolamento), stile affermatosi nei territori settentrionali della penisola iberica  caduti sotto il controllo cristiano nel contesto della Reconquista.

## Storia
Sotto la dominazione araba, molti cristiani dell'Andalusia si spostarono verso il nord della penisola nelle Asturie. Sotto il regno di Alfonso III delle Asturie una comunità di monaci di Cordova, probabilmente retti dalla regola di Isidoro di Siviglia fondarono il monastero di San Miguel de la Escalada, su terre ceduta ai monaci dal monarca. Sotto la guida del loro abate Alfonso, ben presto sorse una chiesa sulle rovine di una chiesa visigota dedicata a San Michele. Venne consacrata il 20 novembre del 914. A metà dell'XI secolo la comunità di monaci adottò la regola benedettina, la chiesa subì delle trasformazioni. Nel 1050 venne aggiunto il portico esterno con dodici arcate a ferro di cavallo e il campanile si stile romanico.
Fu in questo monastero che il celebre «archipictor» Magius ha realizzato una copia del Commento all'Apocalisse del Beato di Liébana, che oggi e conservato alla Pierpont Morgan Library di New York.

## Chiesa

### La galleria-portico
L'entrata è posta a sud, dietro il portico in stile mozarabico. Il portico ha una grazia aerea dovuta ai dodici archi a ferro di cavallo, presenti pure nelle miniature del Commentario all'Apocalisse.
Il numero degli archi fa forse riferimento alle dodici porte della nuova Gerusalemme dell'Apocalisse, testimonianza del vento nuovo che ispirò l'arte cristiana del nord della Spagna, agli inizi del X secolo.

### Interno
La pianta e basilicale con tre navate a sei campate in legno. Dal transetto si apre un portico di tre arcate che introduce alle tre absidi a volta. Questo portico e sormontato da una balaustra scolpita a motivi d'influenza visigota e araba.
Le tre absidi hanno una pianta a forma di ferro di cavallo in perfetto stile mozarabico. 
Nonostante le sue piccole dimensioni questo edificio sembra formato da una profusione di colonne e richiama in questo la Grande Moschea di Cordova. Di fatto questa chiesa fu edificata da monaci provenienti dalla capitale dell'impero arabo in Spagna e di certo non a caso.